# Konjski Vrh
Konjski Vrh je naselje v Občini Luče.